# Lü (Grisons)
Pour les articles homonymes, voir Lü et LU.
Lü est une ancienne commune suisse du canton des Grisons, située dans la région d'Engiadina Bassa/Val Müstair. Elle a fusionné le 1er janvier 2009 avec Fuldera, Müstair, Santa Maria Val Müstair, Tschierv et Valchava pour former la commune de Val Müstair. Son ancien numéro OFS est le 3842.

## Histoire
Le 6 décembre 1992, Lü est l'une des deux seules communes suisses, avec Portein, à dire non à 100 % à l'adhésion de la Suisse à l'Espace économique européen (EEE).